# Medio ambiente y conflicto armado en Colombia
Medio ambiente y conflicto armado en Colombia se refiere al impacto del conflicto armado interno en Colombia sobre el ambiente. Para entender la relación entre medio ambiente y el conflicto armado es necesario entender que entre las décadas de 1950 y 2000, el 81 % de los conflictos armados que se dieron alrededor del mundo entre ocurrieron cerca a zonas de gran biodiversidad. En conflicto armado en Colombia, ha dejado miles de víctimas entre ellos la naturaleza y el medio ambiente.

## Medio ambiente y territorio como víctima
El medio ambiente se define según el autor Camargo (2008) como "lo que rodea al hombre", lo hace equivalente a "medio" o "entorno", corresponde a una idea romántica y conservacionista de la naturaleza. Así mismo lo plantea como el "ecosistema del que el hombre hace parte". El autor Valenzuela (1984) define el medio ambiente como la simbiosis entre los componentes naturales y artificiales que dan soporte al hombre y a la propia sociedad humano. El territorio se define como el entramado de relaciones, simbólicas, sociales, económicas y ambientales sobre un espacio geográfico. En medio del conflicto armado, el territorio colombiano ha visto como su medio ambiente ha sido afectado por minería, aspersiones de glifosato, bombardeos, derrames de crudo, la ganadería extensiva y la deforestación.  
El medio ambiente ha sido víctima del conflicto armado, por eso la importancia de este en la construcción de la paz,  esto supone un gran desafío e incertidumbre tras la firma de los acuerdos de paz en 2016,  “todos los parques nacionales naturales del país, dados sus valores excepcionales para el patrimonio natural de la nación y como lugares de altísima biodiversidad, sean reconocidos como entidades sujeto de derechos y tratados como víctimas ante la Jurisdicción Especial para la Paz (JEP)” así lo propone la Fundación para la Conservación y el Desarrollo Sostenible (FCDS), junto con la Unión Internacional para la Conservación de la Naturaleza (UICN).
Uno de los reconocimientos más importantes por parte del estado Colombiano, lo ha dado la Corte Suprema de Justicia, quienes en abril de 2018 resolvieron una tutela presentada por 25 jóvenes que buscaban la garantía de los derechos de este territorio. Reconocieron a la Amazonía como una entidad sujeto de derechos. La decisión tenía puestas sus bases en los principios de solidaridad y equidad intergeneracional que sustentan los derechos ambientales de las generaciones futuras.El énfasis de la Corte se centró en que el principio de solidaridad conlleva un autorreconocimiento del ser humano como parte de la naturaleza.

## Río Atrato como sujeto de derechos
A partir de la sentencia T-622-16 de la Corte Constitucional, “el río Atrato, su cuenca y afluentes” son reconocidos plenamente como “una entidad sujeto de derechos a la protección, conservación, mantenimiento y restauración a cargo del Estado y las comunidades étnicas”.
Lo resuelto por el máximo tribunal de arbitramento en materia de derechos fundamentales, a partir de una tutela interpuesta por varios actores integrantes de las comunidades étnicas del Chocó, representados por el Centro de Estudios para la Justicia Social “Tierra Digna”, en contra del Ministerio de Medio Ambiente y otros actores, por su conducta omisiva en materia de protección del río y sus ecosistemas, los cuales a su vez son sustento de las diversas prácticas culturales, económicas y sociales que desarrollan distintas comunidades étnicas cuya historia ha estado ligada desde hace siglos a este territorio en general, y a la vida del río en particular, está pues el hecho de reconocer al río como sujeto de derechos. 
Lo anterior, puesto que la Corte encuentra en la extracción minera ilegal, y en la negligencia y ausencia de las instituciones estatales encargadas de ejercer control sobre los territorios, una vulneración sistemática del “derecho al agua como fuente hídrica”, “vulneración del derecho a la seguridad alimentaria”, “vulneración de los derechos fundamentales al territorio y la cultura”, “vulneración de los derechos fundamentales a la vida, la salud, y al medio ambiente sano”. 
Ante esto, la Corte ordena “que el Estado colombiano ejerza la tutoría y representación legal de los derechos del río en conjunto con las comunidades étnicas que habitan en la cuenca del río Atrato en Chocó; de esta forma, el río Atrato y su cuenca -en adelante- estarán representados por un miembro de las comunidades accionantes y un delegado del Estado colombiano. Adicionalmente y con el propósito de asegurar la protección, recuperación y debida conservación del río, ambas partes deberán diseñar y conformar una comisión de guardianes del río Atrato cuya integración y miembros se desarrollará en el acápite de órdenes a proferir en la presente sentencia.”; entre otras órdenes complementarias encaminadas pues a hacer efectiva la figura de sujeto de derechos proferida al río Atrato. Con todo esto, se confirma legalmente que “el río es una entidad viviente que sostiene otras formas de vida y culturas, que es un sujeto especial de protección, que tiene derecho a la protección, conservación, mantenimiento y restauración y que, además, se requiere garantizar los derechos de las comunidades, es decir que, otorgarle derechos al Río Atrato es también proteger los derechos de las comunidades que lo habitan. Adicional, la Corte reconoció los derechos bioculturales del Atrato, lo que significa el derecho de las comunidades a administrar y ejercer tutela de manera autónoma sobre sus territorios y los recursos naturales que conforman su hábitat” .

### Visión de los grupos étnicos
Los pueblos nativos protegen en su territorio cerca del 80% de la biodiversidad del planeta. Es importante recalcar el papel que ejercen las comunidades étnicas tanto indígenas como afros en la defensa del territorio y su biodiversidad.
Una de las comunidades más organizadas en el territorio colombiano, los indígenas Nasa del Cauca, piensan que “aquí el problema de fondo es que la Madre Tierra está esclavizada y enferma y nos estamos haciendo los locos. Tres síntomas lo muestran: fiebre o calentamiento global, extinción masiva de especies y crisis humanitaria. Los polos y los glaciares se derriten, las especies desaparecen a un ritmo acelerado, las hambrunas, las pandemias, el genocidio, el dolor se hacen comunes. Ante la enfermedad de Uma Kiwe, (Madre Tierra en lengua nasa) causada por el modelo de desarrollo capitalista, los humanos venimos ensayando remedios”.
Gran parte de los derechos constitucionales y la protección jurídica de los territorios, han sidos gestionados desde las comunidades Afros e indígenas. Muestra de ello es el artículo 45 del Decreto-Ley 4633 del 2011, conocido como la Ley de Víctimas para Comunidades Indígenas:
El territorio, comprendido como integridad viviente y sustento de la identidad y armonía, de acuerdo con la cosmovisión propia de los pueblos indígenas y en virtud del lazo especial y colectivo que sostienen con el mismo, sufre un daño cuando es violado o profanado por el conflicto armado interno y sus factores vinculados y subyacentes.

## Medio ambiente y construcción de paz
En el 2019 la Unidad de Investigación y Acusación de la JEP reconoce al medio ambiente como "víctima silenciosa" y un patrimonio común de los colombianos, que se debe proteger en su diversidad e integridad, siendo imperativo la implementación urgente de medidas para mitigar, compensar y prevenir afectaciones sobre los ecosistemas.
La Unidad de Investigación y Acusación de la JEP ha puesto de manifiesto la alarmante pérdida de bosques y la dinámica de cultivos de uso ilícito en el marco del Caso 002,  que prioriza la situación de los municipios de Tumaco, Barbacoas y Ricaurte en Nariño, mediante el análisis de la información del IDEAM sobre deforestación comprendida entre 1990 y 2017.Además, mencionó que grupos armados como el ELN, el Clan del Golfo y las disidencias de las FARC-EP han afectado gravemente y asediado al medio ambiente a partir de su accionar amado.
Con el fin de adelantar el proceso del reconocimiento de las afectaciones al medio ambiente por parte del conflicto armado, se han realizado acercamiento con entidades como el IDEAM, Parques  Nacionales Naturales de Colombia, la Autoridad Nacional de Licencias ambientales (ANLA), el Instituto Humboldt, el Instituto Amazónico de Investigaciones Científicas (Sinchi), el Instituto de Investigaciones del Pacífico (IIAP), la Organización de las Naciones Unidas y Ecopetrol.